# Рейнська велосипедна доріжка

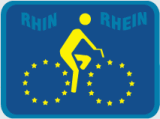
Логотип Рейнської велосипедної доріжки

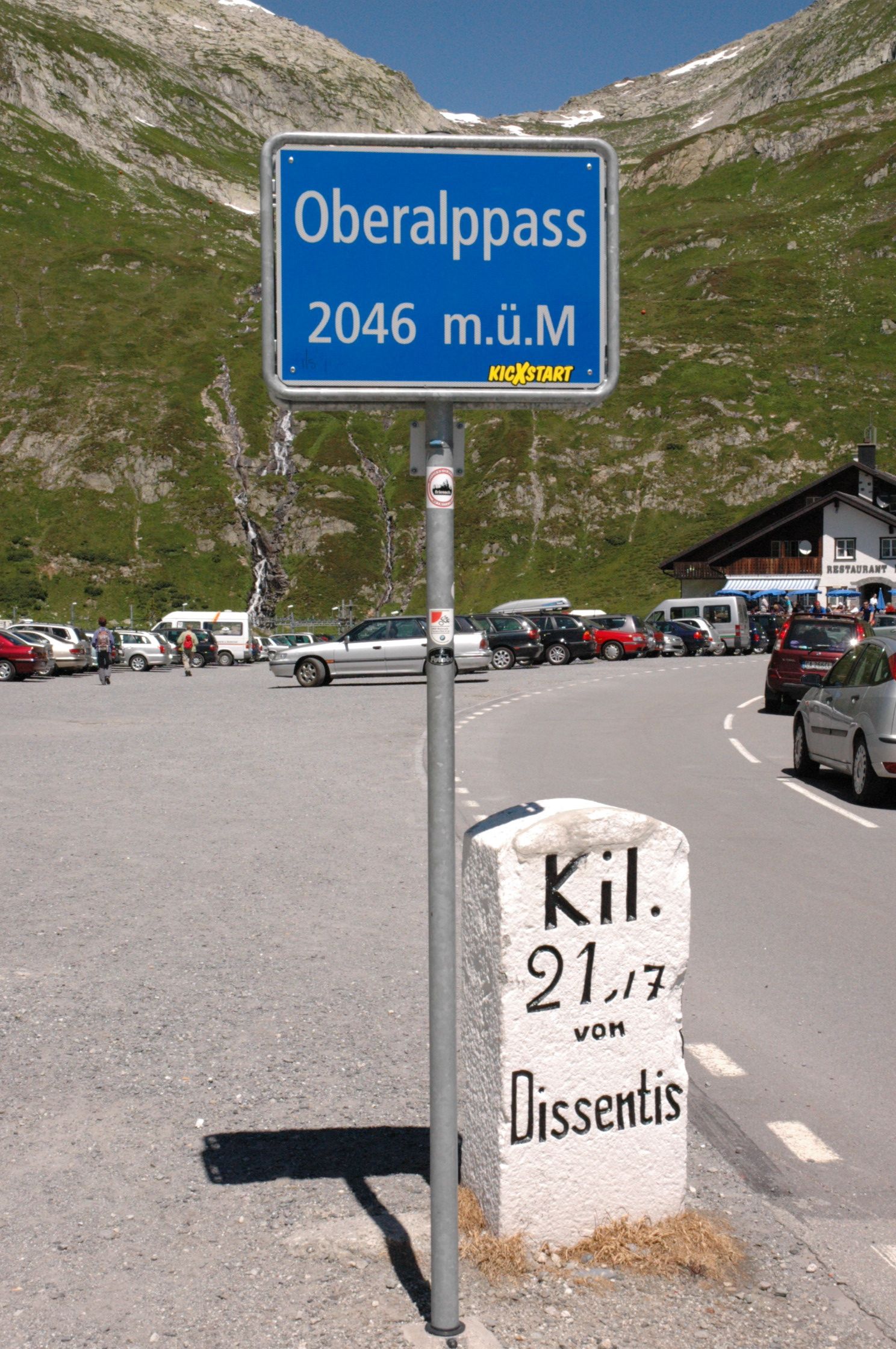
Перевал Оберальппасс у Швейцарії

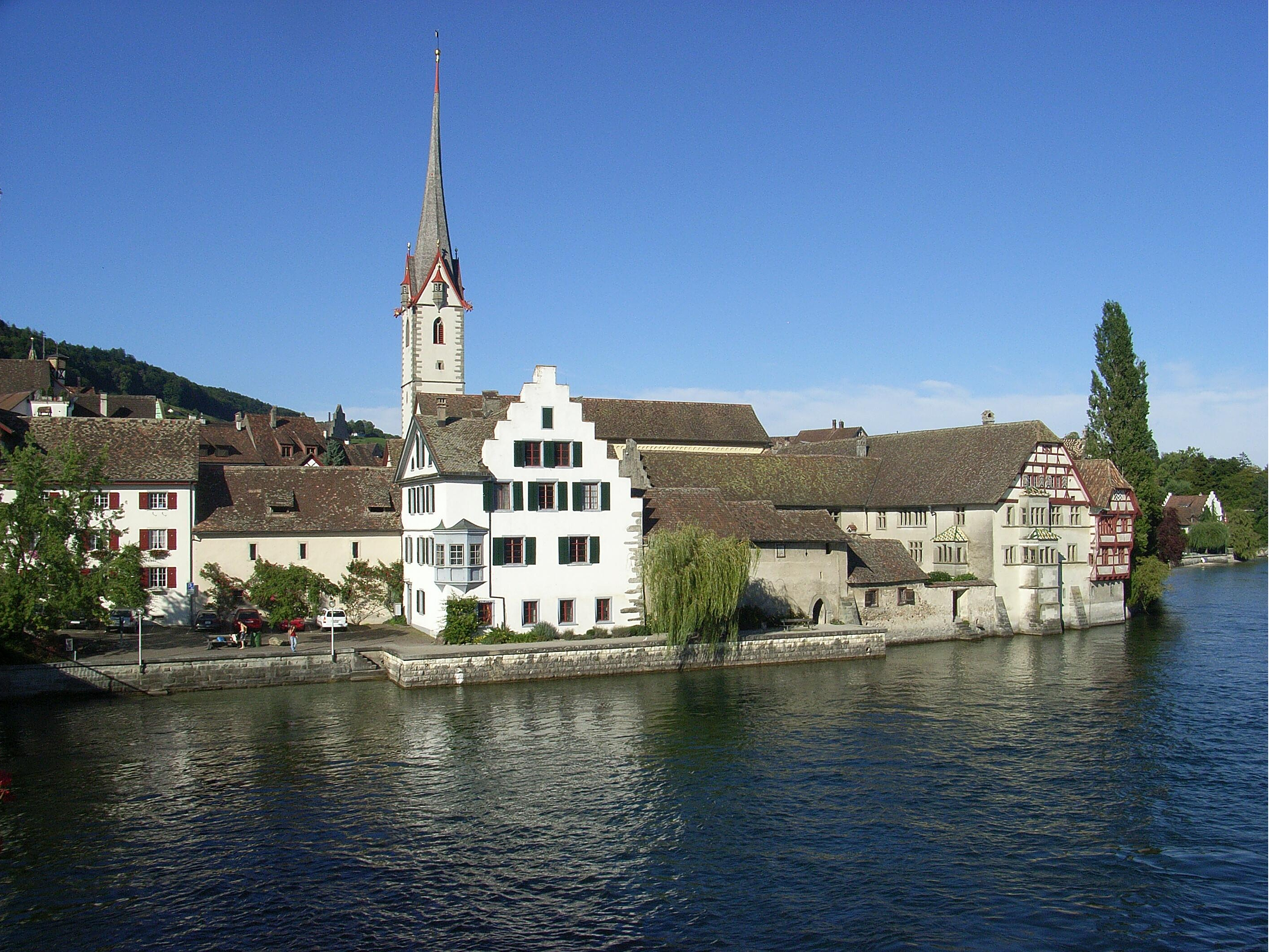
Штайн-на-Рейні

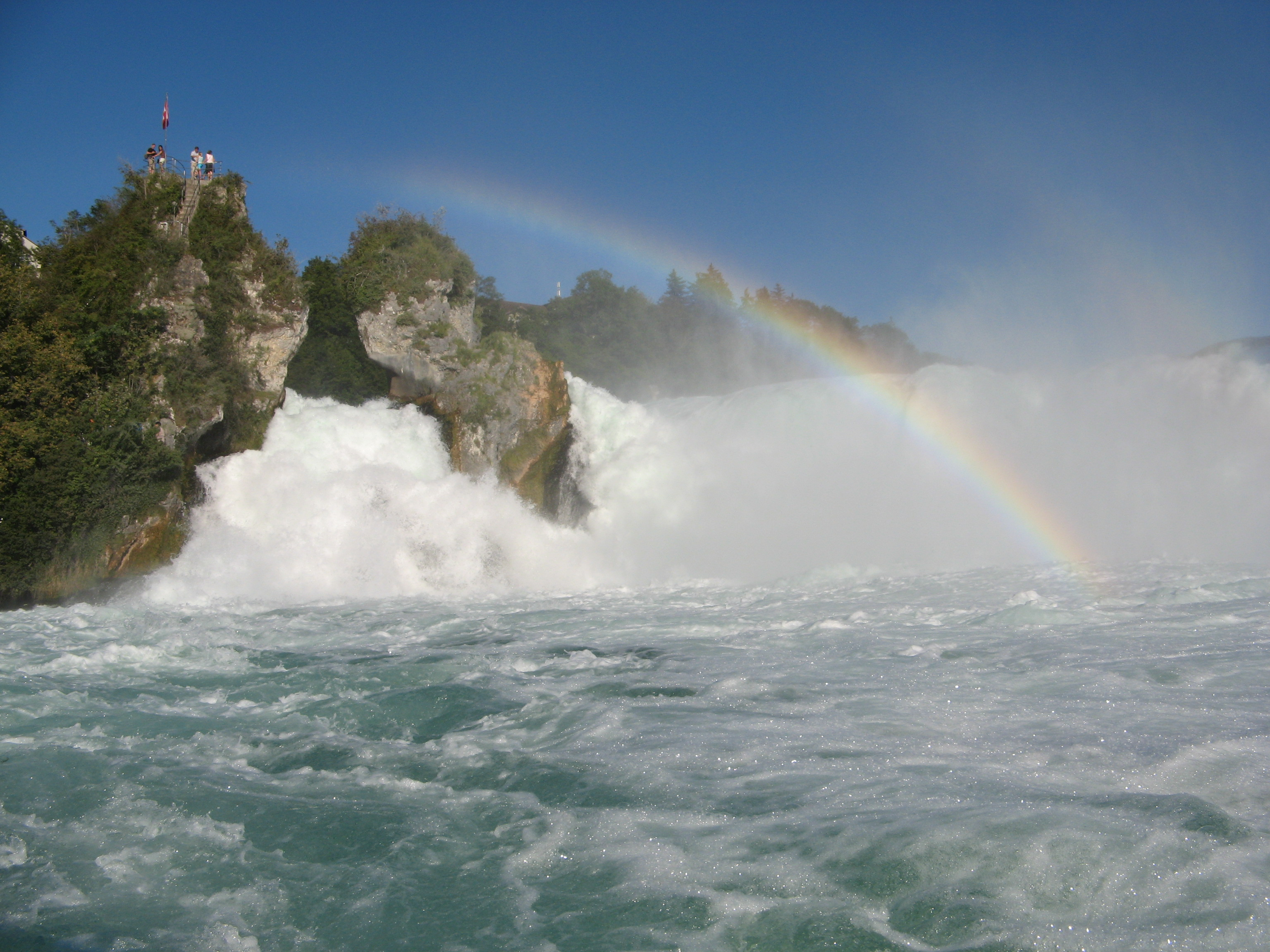
Рейнський водоспад

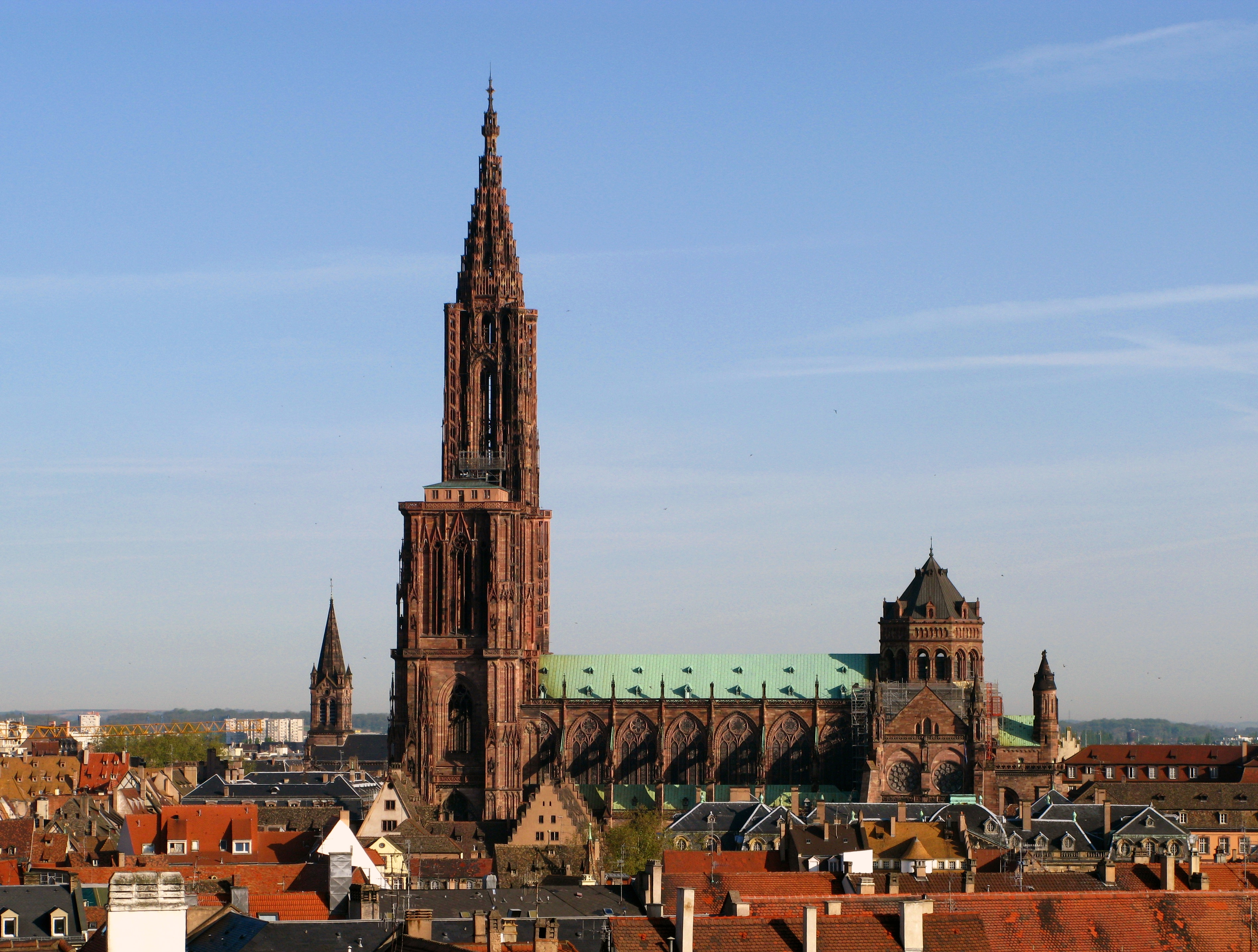
Страсбург

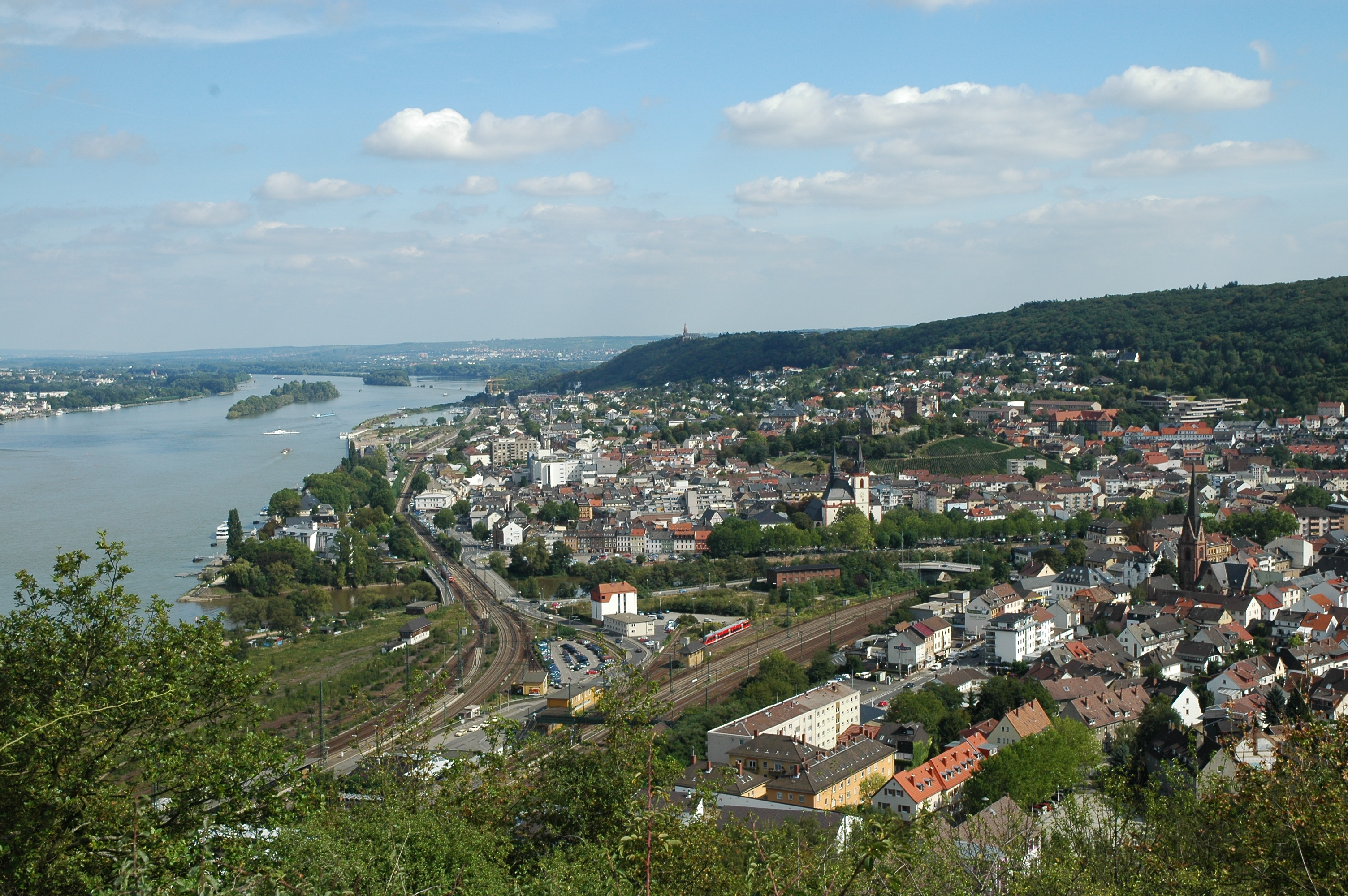
Бінген-на-Рейні

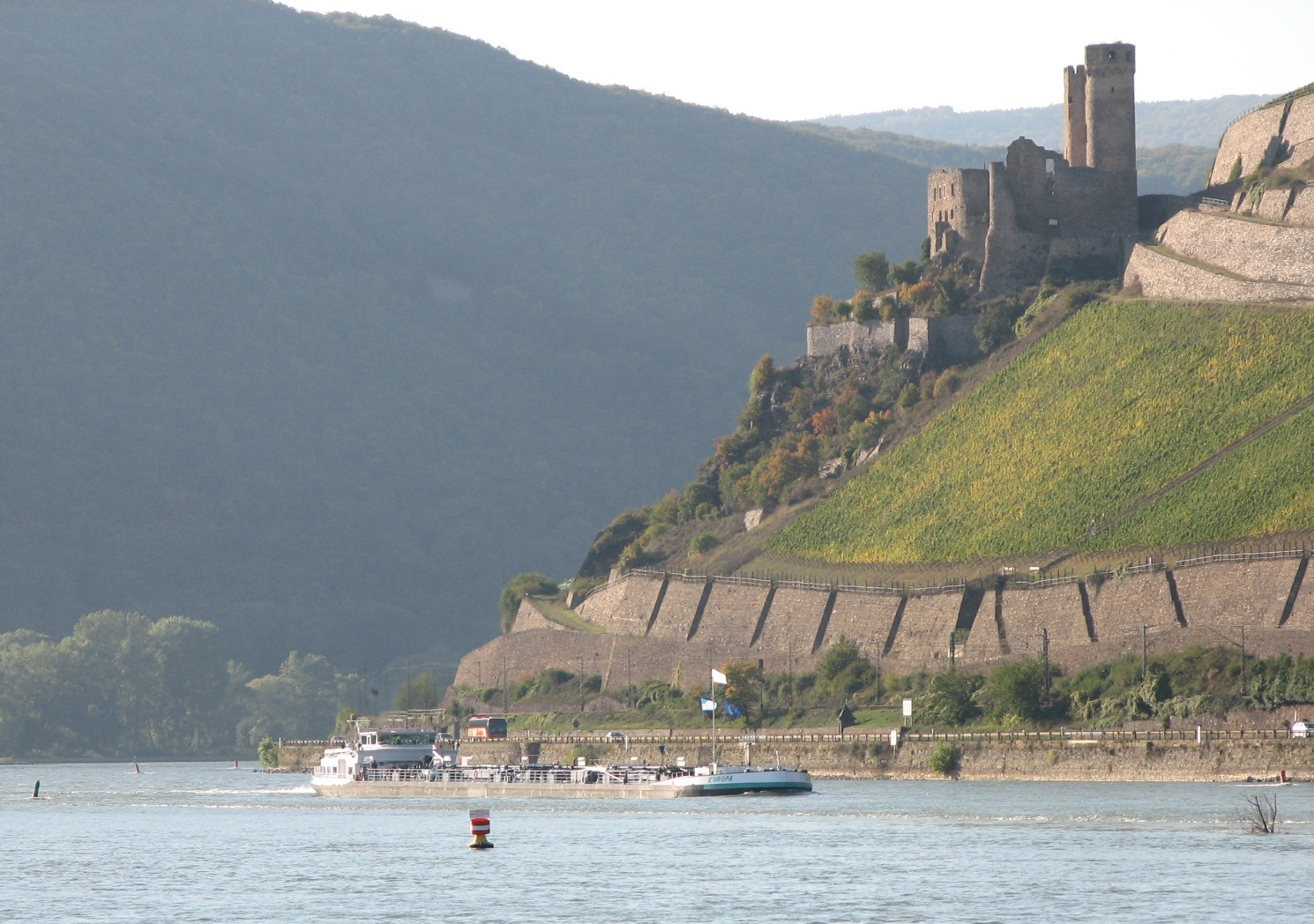
Рейн. Руїни замку

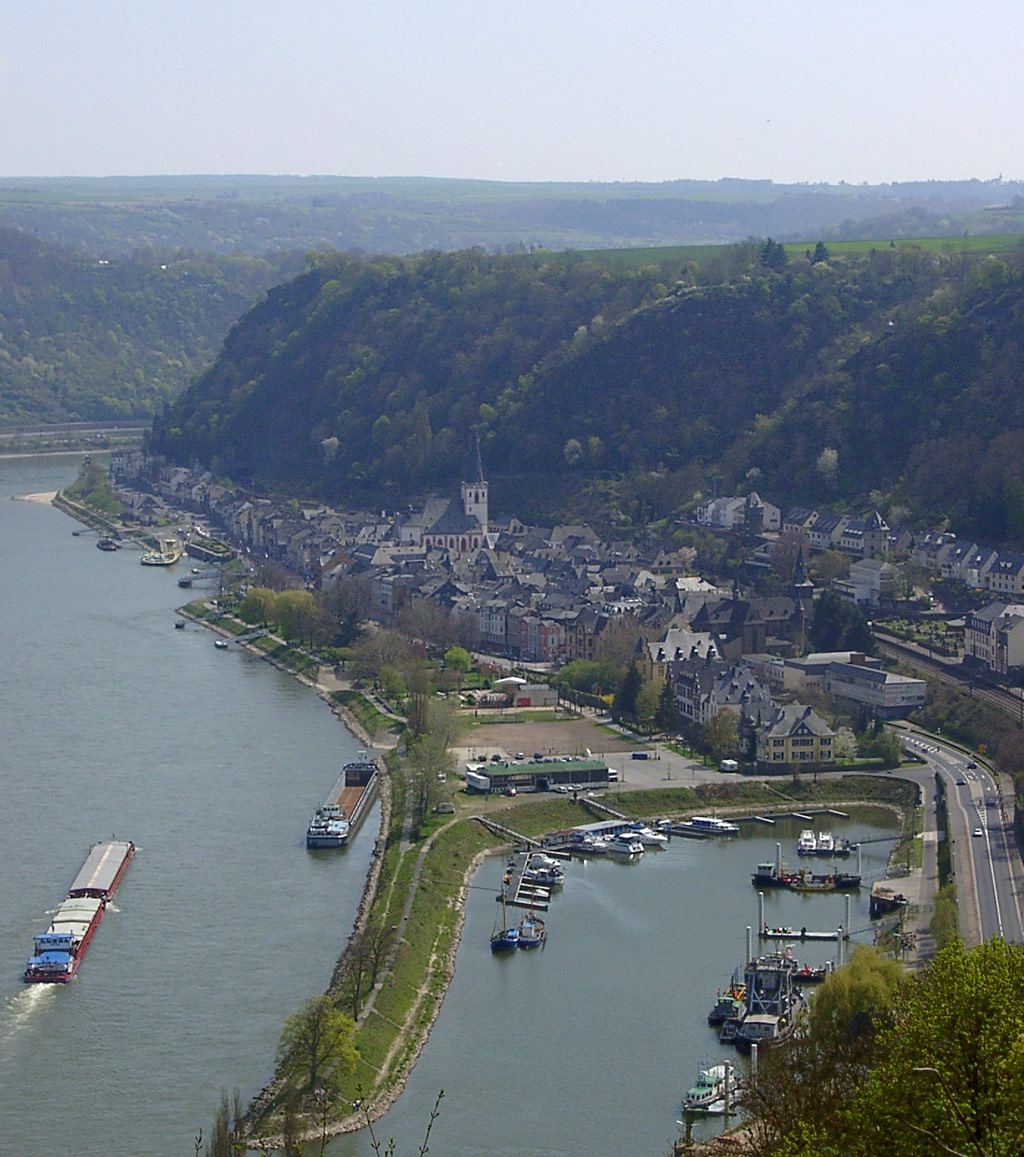
Занкт-Гоар

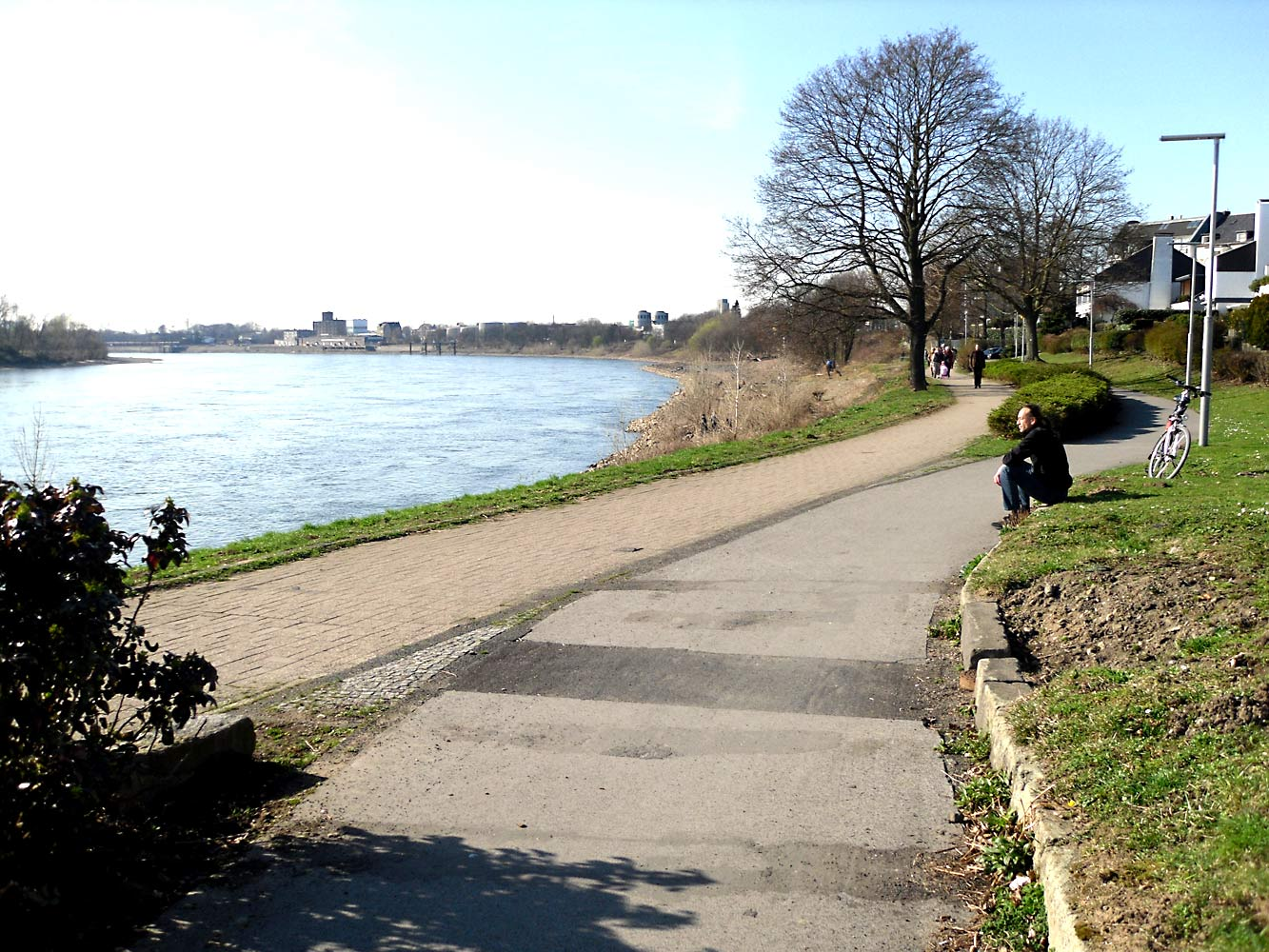
Рейнська велодоріжка в Бенрат (Дюссельдорф)

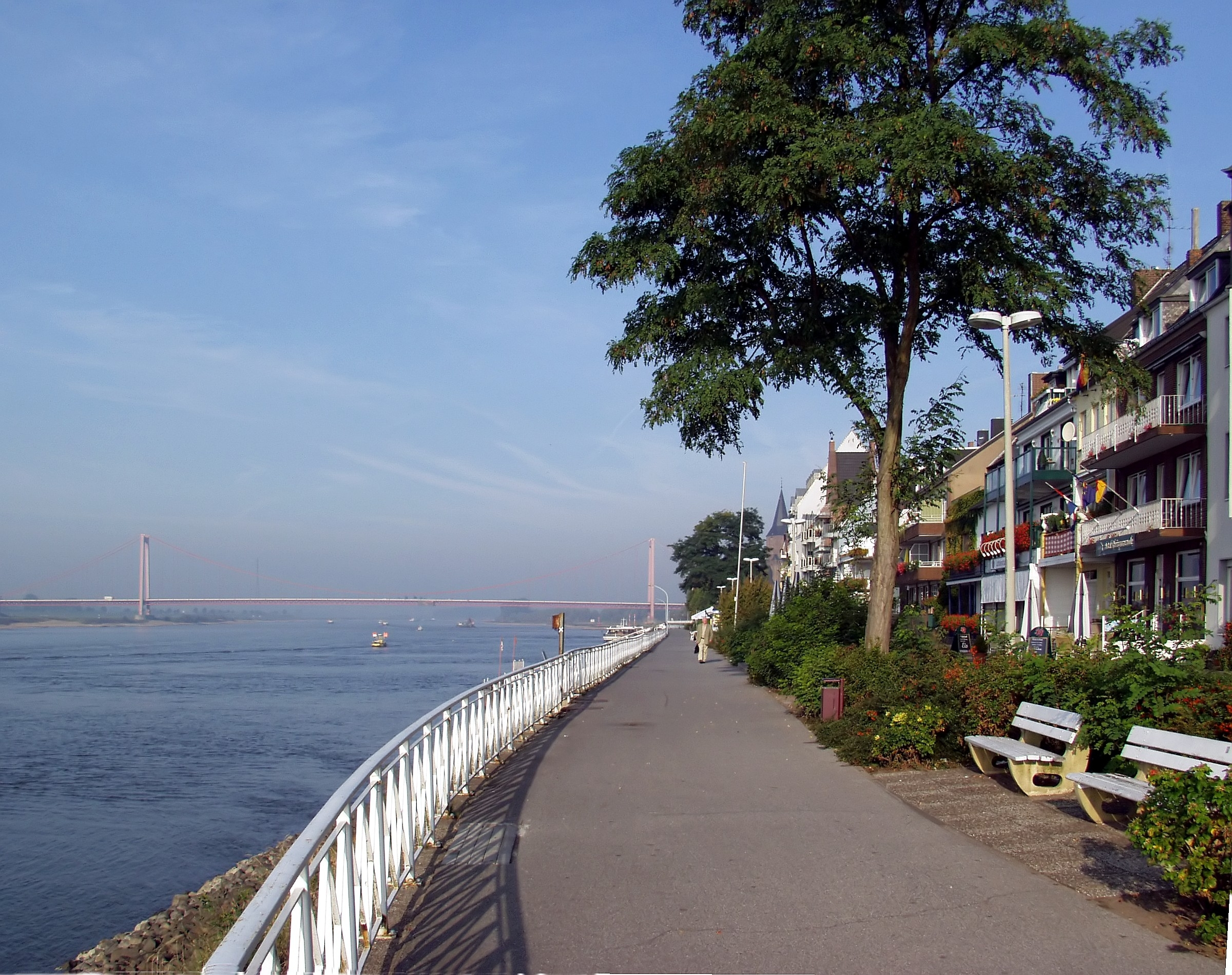
Еммеріх-ам-Райн

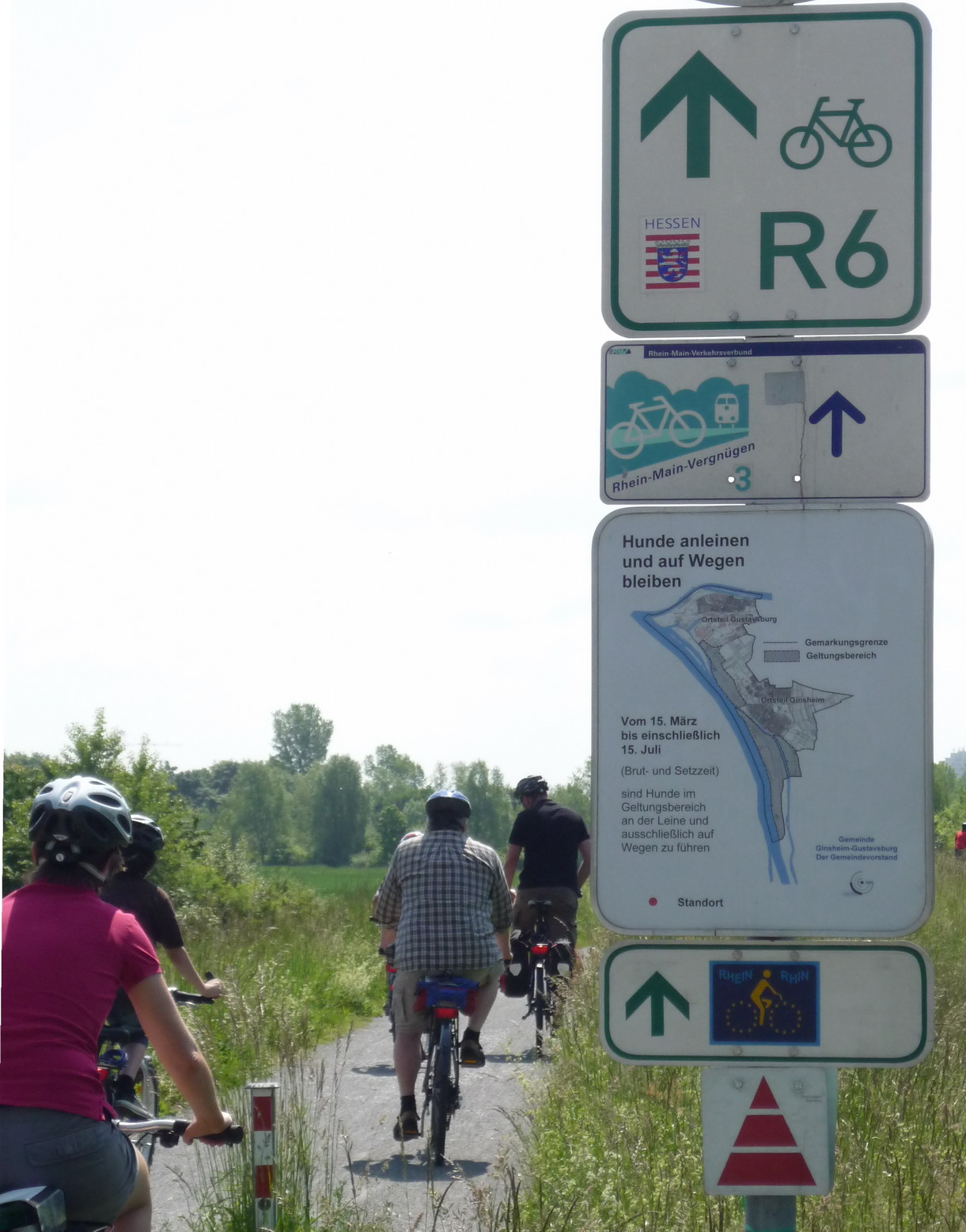
На Рейнській велосипедній доріжці

Рейнська велосипедна доріжка (нім. Rheinradweg) — одна з найвідоміших трансконтинентальних велодоріжок Європи, довжиною 1230 кілометрів, що проходить вздовж річки Рейн від його витоків у Швейцарських Альпах до гирла в Нідерландах.

## Історія
Уздовж Рейну, від його початку до гирла, велосипедисти подорожували, починаючи з XIX століття, але офіційно маркований маршрут з'явився лише з 2001/2002 року, коли про це оголосили в засобах масової інформації та інтернеті.[джерело?] За наступні роки навколо маршруту розгорнуто всебічну велосипедну інфраструктуру, що включає видання докладних велосипедних карт, путівників, велоатласів, систему ремонтних велосипедних майстерень, кав'ярень та готелів.

## Маршрут

### Швейцарська ділянка
Це 380 кілометрів найвищої частини маршруту від витоків біля перевалу Оберальппасс до Базеля. Тут скрізь розміщено маркувальний логотип рейнського веломаршруту.
Головні етапи:
- Андерматт
- Оберальппасс[de]
- Седрен[de]
- Дізентіс
- Сумвіч
- Трун
- Іланц[de]
- Ферзам Карніфельз (Versam Carnifels)
- Райхенау[de] (Граубюнден)
- Тамінс
- Кур
- Іґіс[en]
- Бад-Рагац
- Зарганс
- Фусах (Австрія)
- Уздовж Боденського озера через Брегенц, Ліндау, Констанц
- Штайн-на-Рейні — далі коротка ділянка Німеччиною
- Рейнський водоспад біля Шаффгаузена — звідси можна їхати або лівим боком Рейну (Швейцарія), або правим (Німеччина)
- Райнфельден (Баден) — курорт на німецькому правому боці Рейну
- Райнфельден — швейцарське містечко на лівому боці Рейну
- Базель

### Німецька ділянка

#### Верхній Рейн
Приблизно 385 км від Верхньорейнської низовини до Майнцького басейну. Тут можна скористатись або лівим (французьким) берегом, або правим (німецьким), тобто долина Рейну проходить між французькими горами Вогези та німецькими горами Шварцвальд. Офіційний маршрут проходить лівим боком Рейну.
Головні етапи лівобережного Рейну:
- Страсбург
- Верт-на-Рейні
- Гермерсгайм
- Шпаєр
- Людвігсгафен-на-Рейні
- Вормс
- Оппенгайм
- Майнц
- Інгельгайм
- Бінген-на-Рейні

Головні етапи правобережного Рейну:
- Брайзах-на-Рейні
- Карлсруе
- Мангайм
- Кюкопф-Кноблохзауе[de]
- Гінсгайм-Густафсбург — на руслі Старого Рейну
- Майнц-Кастель[de] (район Вісбадена) — можна переїхати мостом на лівий берег у центральну частину міста або відвідати Вісбаден.
- Ельтвілле-ам-Райн — краще їхати берегом Рейну, щоб не потрапити в інтенсивний автомобільний рух.
- Естріх-Вінкель — тут поки що[коли?] переривається офіційна частина маршруту. Можна їхати далі в тиші берегом Рейну, або на поромі перебратися на лівий бік Рейну в Інгельгайм. Правобережна частина маршруту на Рюдесгайм 2010 року лише будувалася.
- Рюдесгайм-ам-Райн

#### Середній Рейн
Дивовижної краси 132-кілометрова ділянка між Бінгеном і Бонном. Офіційний маршрут проходить лівим берегом Рейну. Звідси можна спостерігати скелі та замки Рейнських Сланцевих гір.
Головні етапи:
- Бінген-на-Рейні
- Бахарах
- Обервезель
- Занкт-Гоар — навпроти — скеля Лорелай
- Боппард
- Кобленц
- Урміц
- Вайсентурм
- Андернах
- Намеді[de]
- Броль-Лютцинг
- Бад-Брайзіг
- Зінциг
- Ремаген
- Обервінтер[de]
- Бад-Годесберг[en]
- Бонн

#### Нижній Рейн
Приблизно 460 км від Бонна до Роттердама. Ділянка Рейнської велосипедної дороги від Бонна через Кельн і Дюссельдорф до Дуйсбурга має іншу назву — Erlebnisweg Rheinschiene — і саме таким логотипом її позначають. Між Везелем та нідерландською провінцією Гелдерланд офіційний веломаршрут неодноразово переходить із одного берега Рейну на інший. У Нідерландах немає строго затвердженого маршруту. Можна їхати або вздовж Ваалю, або вздовж сусіднього паралельного рукава Рейну Недеррейн до Роттердама.
Головні етапи:
- Бонн
- Кельн
- Дюссельдорф
- Дуйсбург
- Везель
- Ксантен
- Рес
- Калькар
- Клеве
- Еммеріх-ам-Райн

### Нідерландська ділянка

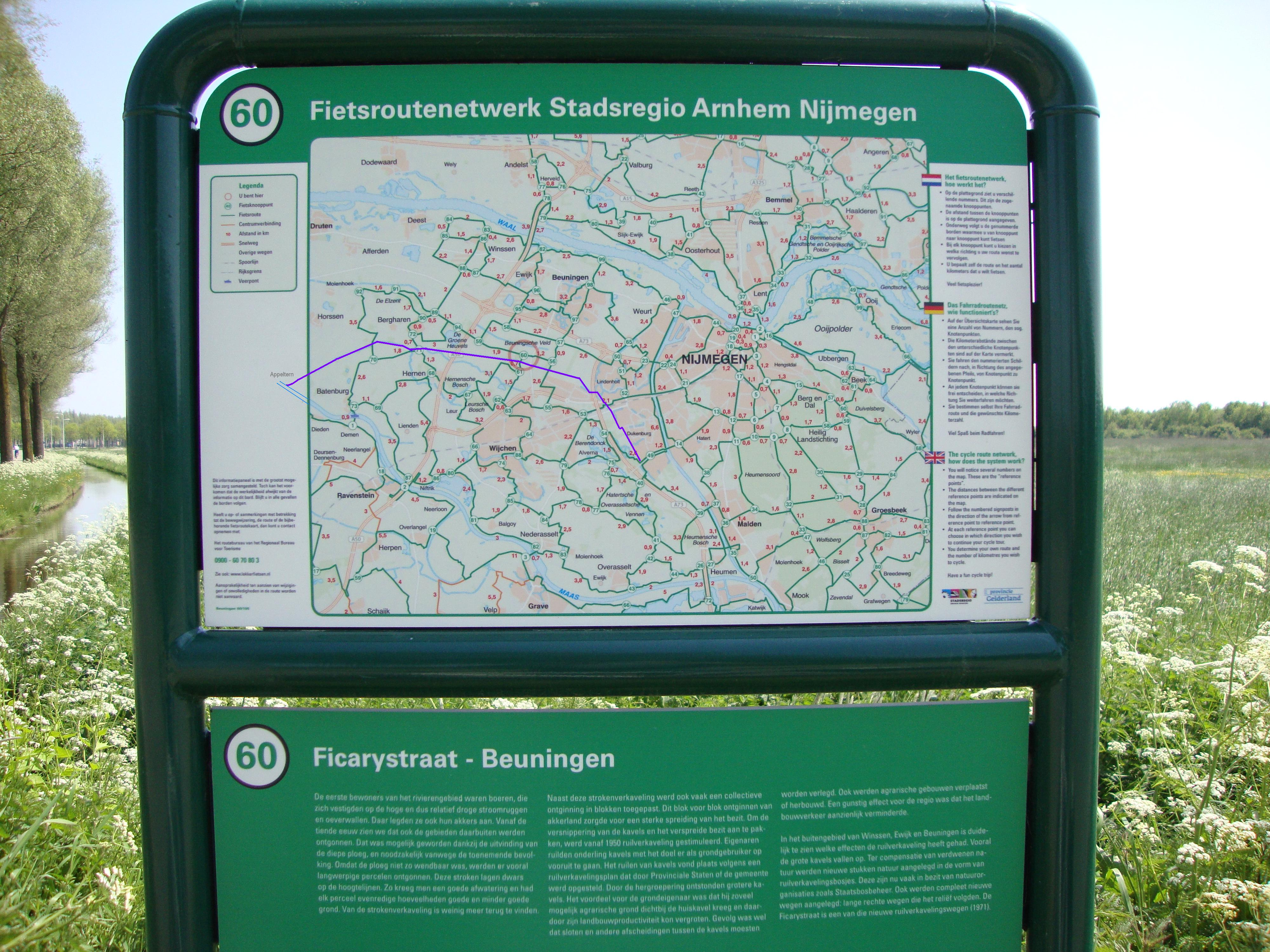
Дорожня велокарта в Нідерландах

Вздовж Недеррейну та Леку
- Арнем
- Нюегейн
- Роттердам

Вздовж Ваалю
- Наймеген
- Тіл

## Маркування
Швейцарську ділянку від Андерматта до Базеля марковано в системі велодоріжок Швейцарії як маршрут «Rhein-Route» або «Route 2».
Ділянку від Базеля до Майнца марковано з обох боків Рейну. Тут можна зустріти такі позначення: Veloroute Rhein / Veloroute Rhin або в німецькій системі Route 8 (D8). У межах федеральної землі Рейнланд-Пфальц 2007 року замінено всі логотипи новими і лівим боком Рейну можна їхати за вказівниками «Veloroute Rhein» або «Rheinradweg».
У Північному Рейні-Вестфалії Рейнську велосипедну доріжку названо Erlebnisweg Rheinschiene («Рейнська колія — дорога сильних вражень»). Частково можна побачити знаки D8 (велосипедне колесо з цифрою 8).